# Битва за Крим (1941—44)
Би́тва за Крим (12 вересня 1941 — 12 травня 1944) — умовне поняття, яке об'єднає серію битв та бойових дій південного крила радянських військ на Східному фронті Другої світової війни з військами Вермахту та румунськими військами за володіння стратегічно важливим Кримським півостровом.

### Мемуари
- Манштейн Э. Утерянные победы / Сост. С. Переслегин, Р. Исмаилов. — М. : АСТ, 1999. — 896 с. — (Военно-историческая библиотека) — ISBN 9785170332601. (рос.)

## Кінохроніка
- Битва за крым Часть 1